# Johann Wilhelm Petersen (Generalmajor)
Johann Wilhelm Petersen (* 28. April 1814 in Pillau; † 3. Dezember 1865 in Berlin) war ein preußischer Generalmajor und Chef des Generalstabs des II. Armee-Korps.

## Leben
Der Sohn des Regierungsbaurates Petersen und dessen Ehefrau Frederike, geborene Alexander, besuchte das Gymnasium in Danzig. Anschließend trat er am 5. August 1831 als Füsilier in das 5. Infanterie-Regiment der Preußischen Armee ein und avancierte bis Mitte Februar 1834 zum Sekondeleutnant. Zur weiteren Ausbildung absolvierte er 1837/40 die Allgemeine Kriegsschule und war von Mitte Oktober 1841 bis Ende April 1842 als Mathematiklehrer an der Divisionsschule der 2. Division tätig. Daran schloss sich seine Kommandierung als Adjutant der 1. Division an. Petersen stieg am 16. November 1847 zum Premierleutnant auf und wurde am 6. Juni 1851 zum Großen Generalstab kommandiert. Unter Beförderung zum Hauptmann wurde er am 20. November 1851 zunächst in den Großen Generalstab versetzt und am 18. Juni 1853 in den Generalstab der 2. Division kommandiert. Dort wurde er am 30. Oktober 1855 Major und kam am 25. Juli 1857 in den Generalstab der 15. Division. Anfang November 1858 kehrte Petersen in den Großen Generalstab zurück. Er wurde am 31. Mai 1859 zum Oberstleutnant befördert und am 9. Juli 1859 in die Abteilung für persönliche Angelegenheiten des Kriegsministerium kommandiert. Am 3. Oktober 1859 mit dem Roten Adlerorden III. Klasse mit Schleife ausgezeichnet, wurde er am 13. November 1859 von seinem Kommando entbunden und am 1. Juli 1860 als Chef des Generalstabes in das IV. Armee-Korps versetzt. Danach wurde er am 28. Mai 1861 als Abteilungschef in den Großen Generalstab geholt und dort am 18. Oktober 1861 zum Oberst befördert. Zugleich war Petersen ab dem 6. Februar 1862 als Mitglied der Studienkommission der Kriegsakademie tätig. Seit dem 19. Dezember 1863 war er Chef des Generalstabs unter General der Infanterie Hans Wilhelm von Schack. Am 17. Mai 1864 kam er als Chef des Generalstabs in das II. Armee-Korps. Am 24. September 1864 wurde er mit dem Orden der Heiligen Anna II. Klasse und am 8. Juni 1865 mit dem Kronen-Orden II. Klasse ausgezeichnet. Er wurde am 18. Juni 1865 zum Generalmajor befördert und starb am 3. Dezember 1865 überraschend und unverheiratet in Berlin.
Petersen wurde am 7. Dezember 1865 auf dem Berliner Garnisonfriedhof beigesetzt.